# Юнда (село)
Ю́нда — село в Балезинском районе Удмуртии (Россия) на одноимённой реке. Административный центр Юндинского сельского поселения.

## История
Село образовалось после объединения двух сёл: Малой Юнды и Большой Юнды. Впервые Юнда упоминается в переписи 1646 года среди селений Каринского стана Хвалынского уезда. Первыми поселенцами были две семьи бесермян, пришедших из селения Эляль. Старшим в их семьях был Янда Урасин, от имени которого и происходит название села.

## Население
| 2010 | 2012 | 2014 |
| ---- | ---- | ---- |
| 461  | ↘457 | ↘431 |

В 2007 году численность населения села составляла 458 человек; в 1961-м — 181 человек. При этом в 1961 году в Большой Юнде проживало 123 человека, и она была центром сельсовета, а в Малой Юнде — 58 человек.

## Инфраструктура
В селе функционируют средняя школа и детский сад. В 1907 году тут открылась первая в районе сельская библиотека, где хранились 323 книги, а в 1915 году появилась сельская больница.

## Улицы
- ул. Заречная[7]
- ул. Кестымская
- ул. Молодёжная
- ул. Тракторная
- ул. Центральная
- пер. Школьный
- ул.Юндинская